# Marne Maitland
James Marne Kumar Maitland (Calcutta, 18 dicembre 1914 – Terracina, 24 agosto 1991) è stato un attore indiano naturalizzato britannico.

## Biografia
Dopo gli studi svolti alla Bedales School e al Magdalene College di Cambridge iniziò la carriera di attore teatrale nel 1937 alla Compagnia del Teatro Old Vic di Londra, interrotta per sei anni dalla seconda guerra mondiale, quando prestò servizio militare nella British Army.
Al cinema fece il suo debutto nel 1950 e nei quarant'anni seguenti lavorò come attore caratterista, specializzandosi in ruoli da "cattivo" grazie ai suoi lineamenti affilati e la bassa statura, in particolare per la Hammer Film Productions, in oltre 160 tra film e serie televisive (tra le quali The Buccaneers, Gioco pericoloso, Agente speciale, Il Santo e molte altre).
Numerosi i suoi ruoli anche nel cinema italiano, sin dai primi anni '70, quando stabilì la sua residenza a Roma. Morì il 24 agosto 1991 dopo una breve malattia all'età di 76 anni, venendo sepolto nel cimitero comunale di Terracina. Era sposato con l'attrice britannica Bettine Milne.

## Filmografia

### Cinema
- Cairo Road - Sulla via del Cairo (Cairo Road), regia di David MacDonald (1950)
- L'avventuriero della Malesia (Outcast of the Islands), regia di Carol Reed (1951)
- Moloch il dio della vendetta (South of Algiers), regia di Jack Lee (1953)
- Saadia, regia di Albert Lewin (1953)
- La fiamma e la carne (Flame and the Flesh), regia di Richard Brooks (1953)
- Uno strano detective (Father Brown), regia di Robert Hamer (1954)
- Svengali, regia di Noel Langley (1954)
- Interpol agente Z3 (Break in the Circle), regia di Val Guest (1955)
- Il vendicatore nero (The Dark Avenger), regia di Henry Levin (1955)
- Sangue misto (Bhowani Junction), regia di George Cukor (1956)
- International Police (Interpol), regia di John Gilling (1957)
- La casbah di Marsiglia (Seven thunders), regia di Hugo Fregonese (1957)
- Terra di ribellione (Windom's Way), regia di Ronald Neame (1957)
- Il segno del falco (The Mark of the Hawk), regia di Michael Audley (1957)
- L'isola dei disperati (The Camp on Blood Island), regia di Val Guest (1958)
- Il vento non sa leggere (The Wind Cannot Read), regia di Ralph Thomas (1958)
- La battaglia segreta di Montgomery (I Was Monty's Double), regia di John Guillermin (1958)
- Mister Browne contro l'Inghilterra (Carlton-Browne of the F.O.), regia di Roy Boulting e Jeffrey Dell (1959)
- Questione di vita o di morte (Tiger Bay), regia di J. Lee Thompson (1959)
- Nudi alla meta (I'm All Right Jack), regia di John Boulting (1959)
- Gli strangolatori di Bombay (The Stranglers of Bombay), regia di Terence Fisher (1959)
- La tragedia del Phoenix (Cone of Silence), regia di Charles Frend (1960)
- Passaporto per Canton (Visa to Canton), regia di Michael Carreras (1960)
- Il terrore dei Tongs (The Terror of the Tongs), regia di Anthony Bushell (1961)
- Nato con la camicia (Three on a Spree), regia di Sidney J. Furie (1961)
- Il fantasma dell'Opera (The Phantom of the Opera), regia di Terence Fisher (1962)
- 9 ore per Rama (Nine Hours to Rama), regia di Mark Robson (1963)
- Sammy va al sud (Sammy going South), regia di Alexander Mackendrick (1963)
- Cleopatra, regia di Joseph L. Mankiewicz (1963)
- X21 spionaggio atomico (Master Spy), regia di Montgomery Tully (1963)
- Base Luna chiama Terra (First Men in the Moon), regia di Nathan Juran (1963)
- Lord Jim, regia di Richard Brooks (1965)
- Il ritorno del signor Moto (The Return of Mr. Moto), regia di Ernest Morris (1965)
- La morte arriva strisciando (The Reptile), regia di John Gilling (1966)
- Khartoum, regia di Basil Dearden (1966)
- Il magnifico Bobo (The Bobo), regia di Robert Parrish (1966)
- Duffy, il re del doppio gioco (Duffy), regia di Robert Parrish (1968)
- Le disavventure di un guardone (Decline and Fall... of a Birdwatcher), regia di John Krish (1968)
- L'uomo venuto dal Kremlino (The Shoes of the Fisherman), regia di Michael Anderson (1968)
- Avventura nella giungla (The Bushbaby), regia di John Trent (1969)
- Anna dei mille giorni (Anne of the Thousand Days), regia di Charles Jarrott (1969)
- La statua (The statue), regia di Rod Amateau (1971)
- Roma, regia di Federico Fellini (1972)
- L'uomo della Mancha (Man of La Mancha), regia di Arthur Hiller (1972)
- Shaft e i mercanti di schiavi (Shaft in Africa), regia di John Guillermin (1973)
- Rappresaglia, regia di George Pan Cosmatos (1973)
- Il racconto della giungla, regia di Gibba (1974) – voce narrante versione inglese
- Il cittadino si ribella, regia di Enzo G. Castellari (1974)
- Agente 007 - L'uomo dalla pistola d'oro (The Man with the Golden Gun), regia di Guy Hamilton (1974)
- Per le antiche scale, regia di Mauro Bolognini (1975)
- La bandera - Marcia o muori (March or Die), regia di Dick Richards (1977)
- Viaggio con Anita, regia di Mario Monicelli (1979)
- Ashanti, regia di Richard Fleischer (1979)
- Black Stallion (The Black Stallion), regia di Carroll Ballard (1979)
- Grog, regia di Francesco Laudadio (1982)
- Sulle orme della Pantera Rosa (Trail of the Pink Panther), regia di Blake Edwards (1982)
- Assisi Underground (The Assisi Underground), regia di Alexander Ramati (1985)
- Sono un fenomeno paranormale, regia di Sergio Corbucci (1985)
- Il ventre dell'architetto (The Belly of an Architect), regia di Peter Greenaway (1987)
- Appuntamento a Liverpool, regia di Marco Tullio Giordana (1988)
- Stradivari, regia di Giacomo Battiato (1988)
- Cellini - Una vita scellerata, regia di Giacomo Battiato (1990)
- La puttana del re (La putain du roi), regia di Axel Corti (1990)

### Televisione
- Colonnello March (Colonel March of Scotland Yard) – serie TV, episodi 1x08-1x14 (1956)
- Missione segreta (Espionage) – serie TV, episodio 1x11 (1963)
- Il furto della Gioconda, regia di Renato Castellani (1978)
- La promessa, regia di Alberto Negrin (1979)
- La Certosa di Parma, regia di Mauro Bolognini (1982)
- Verdi, regia di Renato Castellani (1982)
- Scarlatto e nero (The Scarlet and the Black), regia di Jerry London (1983)
- La neve nel bicchiere, regia di Florestano Vancini (1984)
- Il codice Rebecca (The Key to Rebecca), regia di David Hemmings (1985)
- Io e il duce, regia di Alberto Negrin (1985)
- A viso coperto, regia di Gianfranco Albano (1985)
- Domani, regia di Marcello Fondato (1986)
- Mino - Il piccolo alpino, regia di Gianfranco Albano (1986)
- I promessi sposi, regia di Salvatore Nocita (1989)
- La primavera di Michelangelo, regia di Jerry London (1990)

## Doppiatori italiani
Nelle versioni italiane dei suoi film, Marne Maitland è stato doppiato da:
- Nino Pavese in Sangue misto
- Nando Gazzolo in Terra di ribellione
- Ferruccio Amendola in Cleopatra
- Gianni Bonagura in Khartoum
- Stefano Sibaldi in L'uomo della Mancha
- Oreste Lionello in Roma
- Gianfranco Bellini in Agente 007 - L'uomo dalla pistola d'oro
- Arturo Dominici in La bandera - Marcia o muori
- Mario Bardella in Scarlatto e nero